# Zharnel Hughes
Zharnel Hughes (* 13. července 1995 Sandy Ground) je britský atlet původem z Anguilly, sprinter, mistr Evropy v běhu na 100 i 200 metrů a bronzový medailista ze světové šampionátu z roku 2023 z Budapešti z trati 200 metrů.

## Kariéra
V roce 2016 doběhl pátý v běhu na 100 metrů na světovém juniorském šampionátu. Stejného umístění dosáhl o rok později v běhu na 200 metrů na mistrovství světa v Pekingu, to už jako britský reprezentant. Největším úspěchem se zatím pro něj stal titul mistra Evropy v běhu na 100 metrů, který vybojoval v srpnu 2018.